# Anders Bardal
Anders Bardal, född 24 augusti 1982 i Steinkjer, Nord-Trøndelag fylke är en norsk backhoppare som tävlar för Steinkjer Skiklubb. 

## Karriär
Anders Bardal har tävlat i världscupen sedan 3 februari 2001. Han vann sin första tävling världscupen 27 januari 2008 i Zakopane, Polen. Han har hittills 4 segrar i deltävlingar i världscupen. Den senaste kom i Willingen, Tyskland 12 februari 2012, då han också för första gången säkrade sig den gula trikoten som ledare i världscupen. Bardal har tävlat 12 säsonger i världscupen. Han vann världscupen sammanlagt säsongen 2011/2012. Han är den tredje norrmannen som vunnit världscupen sammanlagt. Vegard Opaas vann 1986/1987 och Espen Bredesen vann 1993/1994. I världscupen i laghoppning har han sammanlagt 7 segrar med det norska laget. Den första lagsegern kom 30 november 2007 i Kuusamo, Finland och den senaste kom i Willingen 11 februari 2012.
Bardal har 8 säsonger i Sommar-Grand-Prix. Den bästa säsongen var 2006 då han blev nummer 8 totalt i Grand-Prix-tävlingarna.
Under världsmästerskapen i Sapporo 2007 tog han tillsammans med norska lagkamraterna Tom Hilde, Anders Jacobsen och Roar Ljøkelsøy silvermedaljen i laghoppningen 46,9 poäng efter suveräna Österrike. Det skulle inte bli sista gången österrikarna var för starka för det norska laget. Både i VM i Liberec 2009 och i världsmästerskapen i Oslo 2011 blev det silver efter segrande Österrike. I Oslo stod för första gången i VM-historien två laghoppstävlingar på programmet. Norska laget tok silvret i båda tävlingarna efter Österrike, som tagit 5 guldmedaljer i 4 VM i rad.
I Världsmästerskapen i skidflygning var Bardal i det norska laget som tog en bronsmedalj i lagtävlingen i Oberstdorf 2008 efter Österrike och Finland. I Världsmästerskapen i skidflygning 2010 i Planica kom det norska laget på andra plats, 67 poäng före Finland, men 99,1 poäng efter det överlägsna österrikiska laget. Bardal personbästa är 227 meter, noterad i Planica 2011.
I Olympiska vinterspelen 2010 i Whistler Olympic Park, Vancouver tog Bardal en bronsmedalj i lagtävlingen tillsammans med Tom Hilde, Johan Remen Evensen och Anders Jacobsen, 77,3 poäng efter regerande olympiska mästarna Österrike och 5,3 poäng efter Tyskland. I den individuella tävlingen i normalbacken blev han nummer 18.
Anders Bardal har 6 individuella guldmedaljer från norska mästerskap. De första två kom i 2002 i Høydalsmo och Fluberg. Senaste guldet i NM kom på hemmaplan i Trondheim 2012. Han har också 5 silvermedaljer (alla i lagtävling) och 6 bronsmedaljer (3 i normalbacken, 2 i stora backen och 1 i lagtävling) från norska mästerskap.